# 国有財産局
国有財産局（こくゆうざいさんきょく）は、大蔵省の内部部局の一つ。

## 沿革
- 1949年（昭和24年）6月1日 「国有財産局」を「管財局」に改称。
- 1964年（昭和39年）6月18日 「管財局」を「国有財産局」に再び改称。
- 1968年（昭和43年）6月15日 理財局に統合される。

## 組織
- 総務課
- 国有財産第一課
- 国有財産第二課
- 国有財産第三課
- 管理課
- 監査課
- 鑑定審議室

## 歴代国有財産局長
| 氏名           | 在任期間                                               | 前職                                           | 後職                                           |
| 国有財産部長   | 国有財産部長                                           | 国有財産部長                                   | 国有財産部長                                   |
| -------------- | ------------------------------------------------------ | ---------------------------------------------- | ---------------------------------------------- |
| 加藤八郎       | 1945年（昭和20年）11月24日 - 1947年（昭和22年）4月28日 | 北海地方総監府参事官                           | 国有財産局長                                   |
| 国有財産局長   |                                                        |                                                |                                                |
| 加藤八郎       | 1947年（昭和22年）4月28日 - 1947年（昭和22年）8月27日  | 国有財産部長                                   |                                                |
| 舟山正吉       | 1947年（昭和22年）8月27日 - 1949年（昭和24年）5月31日  | 金融局次長                                     | 日本銀行政策委員会大蔵省代表委員               |
| 管財局長       |                                                        |                                                |                                                |
| 吉田晴二       | 1949年（昭和24年）6月1日 - 1951年（昭和26年）3月31日   | 物価庁第一部長                                 |                                                |
| 内田常雄       | 1951年（昭和26年）3月31日 - 1952年（昭和27年）7月11日  | 経済安定本部財政金融局長                       | 退官                                           |
| （舟山正吉）   | 1952年（昭和27年）7月11日 - 1952年（昭和27年）8月1日   | （大蔵事務次官が管財局長事務取扱）             | （大蔵事務次官が管財局長事務取扱）             |
| 阪田泰二       | 1952年（昭和27年）8月1日 - 1953年（昭和28年）8月14日   | 経済安定本部財政金融局長                       | 理財局長                                       |
| 窪谷直光       | 1953年（昭和28年）8月14日 - 1955年（昭和30年）7月22日  | 保安庁経理局長                                 | 退官                                           |
| （飯田良一）   | 1955年（昭和30年）7月22日 - 1955年（昭和30年）8月2日   | （管財局総務課長が管財局長心得兼務）           | （管財局総務課長が管財局長心得兼務）           |
| 正示啓次郎     | 1955年（昭和30年）8月2日 - 1957年（昭和32年）6月11日   | 主計局次長                                     | 理財局長                                       |
| （森永貞一郎） | 1957年（昭和32年）6月11日 - 1957年（昭和32年）6月13日  | （大蔵事務次官が管財局長事務取扱兼務）         | （大蔵事務次官が管財局長事務取扱兼務）         |
| 北島武雄       | 1957年（昭和32年）6月13日 - 1957年（昭和32年）11月15日 | 防衛庁経理局長                                 | 国税庁長官                                     |
| 賀屋正雄       | 1957年（昭和32年）11月15日 - 1960年（昭和35年）4月12日 | 理財局次長                                     | 為替局長                                       |
| （武樋寅三郎） | 1960年（昭和35年）4月12日 - 1960年（昭和35年）6月24日  | （管財局臨時貴金属処理部長が管財局長心得兼務） | （管財局臨時貴金属処理部長が管財局長心得兼務） |
| 山下武利       | 1960年（昭和35年）6月24日 - 1962年（昭和37年）5月16日  | 防衛庁経理局長                                 | 大臣官房財務調査官                             |
| 白石正雄       | 1962年（昭和37年）5月16日 - 1963年（昭和38年）4月22日  | 国税庁次長                                     | 退官                                           |
| 江守堅太郎     | 1963年（昭和38年）4月22日 - 1964年（昭和39年）6月18日  | 内閣官房内閣審議室長                           | 国有財産局長                                   |
| 国有財産局長   |                                                        |                                                |                                                |
| 江守堅太郎     | 1964年（昭和39年）6月18日 - 1965年（昭和40年）5月20日  | 管財局長                                       | 退官                                           |
| （向井正文）   | 1965年（昭和40年）5月20日 - 1965年（昭和40年）6月2日   | （大臣官房財務調査官が国有財産局長心得兼務）   | （大臣官房財務調査官が国有財産局長心得兼務）   |
| 松永勇         | 1965年（昭和40年）6月2日 - 1967年（昭和42年）8月4日    | 内閣官房内閣審議室長                           | 退官                                           |
| 大村筆雄       | 1967年（昭和42年）8月4日 - 1968年（昭和43年）6月7日    | 防衛庁経理局長                                 | 退官                                           |
| 青山俊         | 1968年（昭和43年）6月7日 - 1968年（昭和43年）6月15日   | （理財局長が国有財産局長兼務）                 | （理財局長が国有財産局長兼務）                 |